# Nederlands handbalteam jeugd (vrouwen)
Het Nederlands jeugd handbalteam is het nationale onder-17 en onder-18 handbalteam van Nederland. Het team vertegenwoordigt het Nederlands Handbal Verbond in internationale handbalwedstrijden.

## Resultaten

### Olympische Jeugdspelen
| Olympische Jeugdspelen | Olympische Jeugdspelen      | Olympische Jeugdspelen      | Olympische Jeugdspelen      | Olympische Jeugdspelen      | Olympische Jeugdspelen      | Olympische Jeugdspelen      | Olympische Jeugdspelen      | Olympische Jeugdspelen      |
| Jaar                   | Resultaat                   | Wed                         | W                           | G                           | V                           | DV                          | DT                          | DS                          |
| ---------------------- | --------------------------- | --------------------------- | --------------------------- | --------------------------- | --------------------------- | --------------------------- | --------------------------- | --------------------------- |
| 2010                   | Niet gekwalificeerd         | Niet gekwalificeerd         | Niet gekwalificeerd         | Niet gekwalificeerd         | Niet gekwalificeerd         | Niet gekwalificeerd         | Niet gekwalificeerd         | Niet gekwalificeerd         |
| 2014                   | Niet gekwalificeerd         | Niet gekwalificeerd         | Niet gekwalificeerd         | Niet gekwalificeerd         | Niet gekwalificeerd         | Niet gekwalificeerd         | Niet gekwalificeerd         | Niet gekwalificeerd         |
| 2018                   | Beachhandbal i.p.v. handbal | Beachhandbal i.p.v. handbal | Beachhandbal i.p.v. handbal | Beachhandbal i.p.v. handbal | Beachhandbal i.p.v. handbal | Beachhandbal i.p.v. handbal | Beachhandbal i.p.v. handbal | Beachhandbal i.p.v. handbal |
| Totaal                 | 0/2                         |                             |                             |                             |                             |                             |                             |                             |

 Kampioenen   Runners-up   Derde plaats   Vierde plaats

### Wereldkampioenschap handbal onder 18
| Wereldkampioenschap handbal onder 18 | Wereldkampioenschap handbal onder 18 | Wereldkampioenschap handbal onder 18 | Wereldkampioenschap handbal onder 18 | Wereldkampioenschap handbal onder 18 | Wereldkampioenschap handbal onder 18 | Wereldkampioenschap handbal onder 18 | Wereldkampioenschap handbal onder 18 | Wereldkampioenschap handbal onder 18 |
| Jaar                                 | Resultaat                            | Wed                                  | W                                    | G                                    | V                                    | DV                                   | DT                                   | DS                                   |
| ------------------------------------ | ------------------------------------ | ------------------------------------ | ------------------------------------ | ------------------------------------ | ------------------------------------ | ------------------------------------ | ------------------------------------ | ------------------------------------ |
| 2006                                 | Niet gekwalificeerd                  | Niet gekwalificeerd                  | Niet gekwalificeerd                  | Niet gekwalificeerd                  | Niet gekwalificeerd                  | Niet gekwalificeerd                  | Niet gekwalificeerd                  | Niet gekwalificeerd                  |
| 2008                                 | 9de                                  |                                      |                                      |                                      |                                      |                                      |                                      |                                      |
| 2010                                 | 3de                                  |                                      |                                      |                                      |                                      |                                      |                                      |                                      |
| 2012                                 | 10de                                 |                                      |                                      |                                      |                                      |                                      |                                      |                                      |
| 2014                                 | 6de                                  |                                      |                                      |                                      |                                      |                                      |                                      |                                      |
| 2016                                 | Niet gekwalificeerd                  | Niet gekwalificeerd                  | Niet gekwalificeerd                  | Niet gekwalificeerd                  | Niet gekwalificeerd                  | Niet gekwalificeerd                  | Niet gekwalificeerd                  | Niet gekwalificeerd                  |
| 2018                                 | 7de                                  |                                      |                                      |                                      |                                      |                                      |                                      |                                      |
| 2020                                 | Niet gekwalificeerd                  | Niet gekwalificeerd                  | Niet gekwalificeerd                  | Niet gekwalificeerd                  | Niet gekwalificeerd                  | Niet gekwalificeerd                  | Niet gekwalificeerd                  | Niet gekwalificeerd                  |
| Totaal                               | 5/8                                  |                                      |                                      |                                      |                                      |                                      |                                      |                                      |

 Kampioenen   Runners-up   Derde plaats   Vierde plaats

### Europese kampioenschappen onder 17
| Europees kampioenschap handbal onder 17 | Europees kampioenschap handbal onder 17 | Europees kampioenschap handbal onder 17 | Europees kampioenschap handbal onder 17 | Europees kampioenschap handbal onder 17 | Europees kampioenschap handbal onder 17 | Europees kampioenschap handbal onder 17 | Europees kampioenschap handbal onder 17 | Europees kampioenschap handbal onder 17 |
| Jaar                                    | Resultaat                               | Wed                                     | W                                       | G                                       | V                                       | DV                                      | DT                                      | DS                                      |
| --------------------------------------- | --------------------------------------- | --------------------------------------- | --------------------------------------- | --------------------------------------- | --------------------------------------- | --------------------------------------- | --------------------------------------- | --------------------------------------- |
| 1992                                    | Niet gekwalificeerd                     | Niet gekwalificeerd                     | Niet gekwalificeerd                     | Niet gekwalificeerd                     | Niet gekwalificeerd                     | Niet gekwalificeerd                     | Niet gekwalificeerd                     | Niet gekwalificeerd                     |
| 1994                                    | Niet gekwalificeerd                     | Niet gekwalificeerd                     | Niet gekwalificeerd                     | Niet gekwalificeerd                     | Niet gekwalificeerd                     | Niet gekwalificeerd                     | Niet gekwalificeerd                     | Niet gekwalificeerd                     |
| 1997                                    | Niet gekwalificeerd                     | Niet gekwalificeerd                     | Niet gekwalificeerd                     | Niet gekwalificeerd                     | Niet gekwalificeerd                     | Niet gekwalificeerd                     | Niet gekwalificeerd                     | Niet gekwalificeerd                     |
| 1999                                    | Niet gekwalificeerd                     | Niet gekwalificeerd                     | Niet gekwalificeerd                     | Niet gekwalificeerd                     | Niet gekwalificeerd                     | Niet gekwalificeerd                     | Niet gekwalificeerd                     | Niet gekwalificeerd                     |
| 2001                                    | 6de                                     |                                         |                                         |                                         |                                         |                                         |                                         |                                         |
| 2003                                    | 6de                                     |                                         |                                         |                                         |                                         |                                         |                                         |                                         |
| 2005                                    | Niet gekwalificeerd                     | Niet gekwalificeerd                     | Niet gekwalificeerd                     | Niet gekwalificeerd                     | Niet gekwalificeerd                     | Niet gekwalificeerd                     | Niet gekwalificeerd                     | Niet gekwalificeerd                     |
| 2007                                    | 3de                                     |                                         |                                         |                                         |                                         |                                         |                                         |                                         |
| 2009                                    | 6de                                     |                                         |                                         |                                         |                                         |                                         |                                         |                                         |
| 2011                                    | 8ste                                    |                                         |                                         |                                         |                                         |                                         |                                         |                                         |
| 2013                                    | 12de                                    |                                         |                                         |                                         |                                         |                                         |                                         |                                         |
| 2015                                    | 12de                                    |                                         |                                         |                                         |                                         |                                         |                                         |                                         |
| 2017                                    | 10de                                    |                                         |                                         |                                         |                                         |                                         |                                         |                                         |
| 2019                                    | 15de                                    |                                         |                                         |                                         |                                         |                                         |                                         |                                         |
| Totaal                                  | 9/14                                    |                                         |                                         |                                         |                                         |                                         |                                         |                                         |

 Kampioenen   Runners-up   Derde plaats   Vierde plaats

### Europees Open onder 16/18
| Europees Open U18     | Europees Open U18 | Europees Open U18 | Europees Open U18 | Europees Open U18 | Europees Open U18 | Europees Open U18 | Europees Open U18 | Europees Open U18 |
| Jaar                  | Resultaat         | Wed               | W                 | G                 | V                 | DV                | DT                | DS                |
| --------------------- | ----------------- | ----------------- | ----------------- | ----------------- | ----------------- | ----------------- | ----------------- | ----------------- |
| 2006                  | 5de               |                   |                   |                   |                   |                   |                   |                   |
| 2008                  | Geen deelname     | Geen deelname     | Geen deelname     | Geen deelname     | Geen deelname     | Geen deelname     | Geen deelname     | Geen deelname     |
| 2010                  | 7de               |                   |                   |                   |                   |                   |                   |                   |
| 2012                  | Geen deelname     | Geen deelname     | Geen deelname     | Geen deelname     | Geen deelname     | Geen deelname     | Geen deelname     | Geen deelname     |
| 2014                  | 9de               |                   |                   |                   |                   |                   |                   |                   |
| 2016                  | 4de               |                   |                   |                   |                   |                   |                   |                   |
| ↓ Europees Open U16 ↓ |                   |                   |                   |                   |                   |                   |                   |                   |
| 2018                  | 6de               |                   |                   |                   |                   |                   |                   |                   |
| Totaal                | 4/6               |                   |                   |                   |                   |                   |                   |                   |

 Kampioenen   Runners-up   Derde plaats   Vierde plaats

### Europees Jeugd Olympisch Festival onder 17
| Europees Jeugd Olympisch Festival | Europees Jeugd Olympisch Festival | Europees Jeugd Olympisch Festival | Europees Jeugd Olympisch Festival | Europees Jeugd Olympisch Festival | Europees Jeugd Olympisch Festival | Europees Jeugd Olympisch Festival | Europees Jeugd Olympisch Festival | Europees Jeugd Olympisch Festival |
| Jaar                              | Resultaat                         | Wed                               | W                                 | G                                 | V                                 | DV                                | DT                                | DS                                |
| --------------------------------- | --------------------------------- | --------------------------------- | --------------------------------- | --------------------------------- | --------------------------------- | --------------------------------- | --------------------------------- | --------------------------------- |
| 1997                              | ??                                |                                   |                                   |                                   |                                   |                                   |                                   |                                   |
| 1999                              | ??                                |                                   |                                   |                                   |                                   |                                   |                                   |                                   |
| 2005                              | Niet gekwalificeerd               | Niet gekwalificeerd               | Niet gekwalificeerd               | Niet gekwalificeerd               | Niet gekwalificeerd               | Niet gekwalificeerd               | Niet gekwalificeerd               | Niet gekwalificeerd               |
| 2007                              | 6de                               |                                   |                                   |                                   |                                   |                                   |                                   |                                   |
| 2009                              | 4de                               |                                   |                                   |                                   |                                   |                                   |                                   |                                   |
| 2011                              | 4de                               |                                   |                                   |                                   |                                   |                                   |                                   |                                   |
| 2013                              | 4de                               |                                   |                                   |                                   |                                   |                                   |                                   |                                   |
| 2015                              | Niet gekwalificeerd               | Niet gekwalificeerd               | Niet gekwalificeerd               | Niet gekwalificeerd               | Niet gekwalificeerd               | Niet gekwalificeerd               | Niet gekwalificeerd               | Niet gekwalificeerd               |
| 2017                              | 8ste                              |                                   |                                   |                                   |                                   |                                   |                                   |                                   |
| 2019                              | 2de                               |                                   |                                   |                                   |                                   |                                   |                                   |                                   |
| Totaal                            | 6/10                              |                                   |                                   |                                   |                                   |                                   |                                   |                                   |

 Kampioenen   Runners-up   Derde plaats   Vierde plaats

### Overige toernooien
- 13-15 augustus 2014 - Toernooi Youth Duitsland: 1e plaats[3] (tegenstanders: Duitsland, Polen en Noorwegen[4])

### Vriendschappelijke wedstrijden
| Datum                                                                               | Tegenstander                                | Locatie                           | Uitslag |
| ----------------------------------------------------------------------------------- | ------------------------------------------- | --------------------------------- | ------- |
| Vierlandentoernooi Hongarije                                                        |                                             |                                   |         |
| 20-12-2019                                                                          | Duitsland U18                               | NEKA csarnok, Balatonboglár       | 27 - 18 |
| 19-12-2019                                                                          | Frankrijk U18                               | NEKA csarnok, Balatonboglár       | 22 - 23 |
| 18-12-2019                                                                          | Hongarije U18                               | NEKA csarnok, Balatonboglár       | 21 - 36 |
| Eindstand: 1. Hongarije U18 2. ?? U18 3. ?? U18 4. ?? U18                           |                                             |                                   |         |
| Oefentoernooi Nations Cup                                                           |                                             |                                   |         |
| 29-06-2019                                                                          | TSV Nord Harrislee                          | Hansehalle, Lübeck                | 28 - 31 |
| 28-06-2019                                                                          | Noorwegen U17                               | Hansehalle, Lübeck                | 38 - 26 |
| 27-06-2019                                                                          | Duitsland U17                               | Hansehalle, Lübeck                | 28 - 19 |
| Eindstand: 1. Duitsland U17 2. TSV Nord Harrislee 3. Noorwegen U17 4. Nederland U17 |                                             |                                   |         |
| 20-07-2018                                                                          | Hongarije U18                               | Slowakije                         | 26 - 31 |
| 19-07-2018                                                                          | Slowakije U18                               | Slowakije                         | 22 - 31 |
| 18-07-2018                                                                          | Slowakije U18                               | Slowakije                         | 27 - 35 |
| Vierlandentoernooi Hongarije                                                        |                                             |                                   |         |
| 25-03-2018                                                                          | Noorwegen U18                               | Obo Aréna, Dabas                  | 30 - 28 |
| 24-03-2018                                                                          | Denemarken U18                              | Obo Aréna, Dabas                  | 27 - 26 |
| 23-03-2018                                                                          | Hongarije U18                               | Obo Aréna, Dabas                  | 37 - 28 |
| Eindstand: 1. Hongarije U18 2. Nederland U18 3. Noorwegen U18 4. Denemarken U18     |                                             |                                   |         |
| CHS Handbalweek 2017                                                                |                                             |                                   |         |
| 30-12-2017                                                                          | Tsukuba Tokyo                               | Tijenraan Sporthal, Raalte        | 25 - 24 |
| 30-12-2017                                                                          | België U19                                  | Tijenraan Sporthal, Raalte        | 40 - 18 |
| 29-12-2017                                                                          | Litouwen U18                                | Tijenraan Sporthal, Raalte        | 43 - 17 |
| 28-12-2017                                                                          | ACMAA/DSVD                                  | Tijenraan Sporthal, Raalte        | 42 - 28 |
| 27-12-2017                                                                          | Litouwen U18                                | Tijenraan Sporthal, Raalte        | 49 - 21 |
| 28-11-2017                                                                          | Tus Lintfort                                | Eyller Sporthalle, Kamp-Lintfort  | 40 - 37 |
| 04-07-2017                                                                          | Turnerschaft St. Tönis                      | Sankt Tönis                       | 28 - 42 |
| 20-06-2017                                                                          | Quintus                                     | Eekhout Hal, Kwintsheul           | 31 - 22 |
| 17-06-2017                                                                          | HV Westlandia                               | Sporthal De Rijnsloot, Cothen     | ??      |
| 17-06-2017                                                                          | HV Fortissimo                               | Sporthal De Rijnsloot, Cothen     | ??      |
| 13-06-2017                                                                          | MHV '81                                     | Nederland                         | 44 - 13 |
| 27-05-2017                                                                          | Wijhe '92                                   | Sportcomplex De Lange Slag, Wijhe | 23 - 37 |
| 23-05-2017                                                                          | Kwiek/Raalte                                | Tijenraan Sporthal, Raalte        | 22 - 36 |
| 18-04-2017                                                                          | TV Aldekerk                                 | Vogteihalle, Aldekerk (Kerken)    | 50 - 33 |
| Vierlandentoernooi Hongarije                                                        |                                             |                                   |         |
| 19-03-2017                                                                          | Frankrijk U17                               | Obo Aréna, Dabas                  | 32 - 33 |
| 18-03-2017                                                                          | Hongarije U17                               | Obo Aréna, Dabas                  | 34 - 22 |
| 17-03-2017                                                                          | Slovenië U17                                | Obo Aréna, Dabas                  | 28 - 25 |
| 22-02-2017                                                                          | België U17                                  | Papendal                          | 36 - 23 |
| 21-02-2017                                                                          | België U17                                  | Papendal                          | 30 - 18 |
| CHS Handbalweek 2016                                                                |                                             |                                   |         |
| 30-12-2016                                                                          | Polen U17                                   | Tijenraan Sporthal, Raalte        | ??      |
| 29-12-2016                                                                          | België U19                                  | IISPA, Almelo, Raalte             | 29 - 22 |
| 28-12-2016                                                                          | Polen U17                                   | IISPA, Almelo                     | 37 - 24 |
| 27-12-2016                                                                          | Randers 1                                   | Tijenraan Sporthal, Raalte        | 27 - 27 |
| CHS Handbalweek 2015                                                                |                                             |                                   |         |
| 30-12-2015                                                                          | SV Nieuw Heeten                             | Tijenraan Sporthal, Raalte        | 50 - 20 |
| 29-12-2015                                                                          | CHTC                                        | Tijenraan Sporthal, Raalte        | 38 - 24 |
| CHS Handbalweek 2014                                                                |                                             |                                   |         |
| 30-12-2014                                                                          | Keukenland/Wijhe ‘92                        | Tijenraan Sporthal, Raalte        | 35 - 23 |
| 29-12-2014                                                                          | België                                      | Tijenraan Sporthal, Raalte        | 28 - 32 |
| 28-12-2014                                                                          | CHTC                                        | Tijenraan Sporthal, Raalte        | 26 - 24 |
| 27-12-2014                                                                          | Klink Nijland/Kwiek 2                       | Tijenraan Sporthal, Raalte        | 30 - 27 |
| CHS Handbalweek 2013                                                                |                                             |                                   |         |
| 30-12-2013                                                                          | E&O                                         | Tijenraan Sporthal, Raalte        |         |
| 30-12-2013                                                                          | Jeugdselectie Westdeutsche Handball Verband | Tijenraan Sporthal, Raalte        |         |
| 29-12-2013                                                                          | Klink Nijland/Kwiek                         | Tijenraan Sporthal, Raalte        |         |
| 28-12-2013                                                                          | Jeugdselectie Westdeutsche Handball Verband | Tijenraan Sporthal, Raalte        | 40 - 23 |
| 27-12-2013                                                                          | Oud CHTC                                    | Tijenraan Sporthal, Raalte        |         |
| CHS Handbalweek 2012                                                                |                                             |                                   |         |
| 30-12-2012                                                                          | Klink Nijland/Kwiek                         | Tijenraan Sporthal, Raalte        |         |
| 29-12-2012                                                                          | TV Germania Kaiserau                        | Tijenraan Sporthal, Raalte        |         |
| 28-12-2012                                                                          | SV Nieuw Heeten                             | Tijenraan Sporthal, Raalte        |         |
| 27-12-2012                                                                          | Oud CHTC                                    | Tijenraan Sporthal, Raalte        |         |
| 12-08-2012                                                                          | Quintus                                     | van der Voorthal, Kwintsheul      |         |
| 08-08-2012                                                                          | BVB Dortmund Handball                       | Dortmund                          | 36 - 35 |
| 07-08-2012                                                                          | Loreal                                      | Sportcentrum Papendal             | [ 33 ]  |
| 02-08-2012                                                                          | TuS Weibern                                 | Weibern                           | [ 34 ]  |
| 01-08-2012                                                                          | TuS Lintfort                                | Sportcentrum Papendal             | [ 34 ]  |
| 19-06-2012                                                                          | Heren Talents                               | Sportcentrum Papendal             |         |

## Team

### Voorgaande selecties
: Sam de Borst ·
: Malene Froeling ·
: Senna van Galen ·
: Jette van Ingen ·
: Pam Korsten ·
: Lynn Kuipers ·
: Britt Maarschalkerweerd ·
: Kim Molenaar ·
: Rianne van Rijnsoever ·
: Jessie van de Ruit ·
: Esma Staal · : Romé Steverink · : Astrid Uitslag · : Lisa Vlug · : Pipy Wolfs · Coach: Ricardo Clarijs
1: Danique Trooster ·
2: Lieke van der Linden ·
4: Nikita van der Vliet ·
5: Beau de Boer ·
6: Britt van der Baan ·
7: Nyala Krullaars ·
8: Zola Amsen ·
9: Floor Tutert ·
10: Lisanne Kruijswijk  ·
11: Sarah Dekker ·
13: Zion Krullaars · 14: Eva van Diepen · 15: Jessica Hilbrands · 17: Pien van der Geest · 19: Zoë Sprengers · 20: Kirsten Theron · 23: Larissa Nüsser · Coach: Ricardo Clarijs
1: Senna van Galen ·
2: Sam de Borst ·
3: Fem Boeters ·
4: Jette van Ingen ·
5: Malene Froeling ·
6: Roos Daleman ·
7: Lynn Kuipers ·
8: Amber Verbraeken ·
9: Mirthe de Jong ·
10: Jessie de Ruit ·
11: Britt Maarschalkerweerd · 16: Romé Steverink · 17: Kim Molenaar · 18: Dane Spoler · 20: Pipy Wolfs · 21: Lisa Vlug · Coach: Ricardo Clarijs
1: Liza Rovers ·
3: Danique Trooster ·
5: Eva van Diepen ·
6: Britt van der Baan ·
7: Beau Hoitzing ·
8: Sharon Grummel ·
9: Floor Tutert ·
10: Linde Verharen ·
11: Sarah Dekker ·
13: Nyala Krullaars ·
14: Marit Winkels · 15: Isa Ternede · 17: Jessica Hilbrands · 18: Zoë Sprengers · 19: Lisanne Kruijswijk · 20: Danique de Jong · Coach: Edwin Janssen
1: Liza Rovers ·
3: Danique Trooster ·
5: Eva van Diepen ·
6: Britt van der Baan ·
7: Beau Hoitzing ·
8: Sharon Grummel ·
9: Floor Tutert ·
11: Sarah Dekker ·
13: Nyala Krullaars ·
14: Marit Winkels ·
15: Isa Ternede · 17: Jessica Hilbrands · 18: Zoë Sprengers · 19: Lisanne Kruijswijk · 20: Danique de Jong · Coach: Edwin Janssen
1: Jesse van de Polder ·
3: Yara ten Holte ·
5: Lexie Louwerens ·
7: Carlijn Mulder ·
8: Dione Housheer ·
9: Sharon Nooitmeer ·
10: Bo van Wetering ·
11: Maxime Drent ·
12: Lynn Molenaar ·
13: Iva van der Linden ·
14: Kalia Klomp · 15: Romy ten Cate · 16: Mariel Beugels · 18: Laura Zeldenthuis · 19: Tessa Hilbrands · 20: Merel Freriks · Coach: Natasja Bekker Kivit
1: Jesse van de Polder ·
3: Yara ten Holte ·
4: Amy Oostveen ·
5: Renske Michielsen ·
7: Cornelia Mulder ·
8: Dione Housheer ·
9: Sharon Nooitmeer ·
10: Bo van Wetering ·
13: Iva van der Linden ·
14: Kalia Klomp ·
15: Romy ten Cate · 16: Mariel Beugels · 17: Mieke Korpel · 18: Laura Zeldenthuis · 19: Tessa Hilbrands · 20: Merel Freriks · Coach: Robert Nijdam
1: Rinka Duijndam ·
2: Mandy Hoogenboom ·
4: Tessa van Zijl ·
5: Tamara Haggerty ·
6: Mabel Panhuis ·
7: Fenne Rijks ·
8: Annika Noordink ·
9: Anouk Zwinkels ·
10: Danique Boonkamp ·
11: Jill Kooij ·
12: Sabine Vollebregt · 13: Suzanne de Bakker · 14: Jill Meijer · 15: Delaila Amega · 17: Romy Zengerink · 18: Hanne van Rossum · Coach: Alex Vaassen
1: Rinka Duijndam ·
2: Mandy Hoogenboom ·
4: Tessa van Zijl ·
5: Tamara Haggerty ·
6: Mabel Panhuis ·
7: Fenne Rijks ·
8: Annika Noordink ·
9: Anouk Zwinkels ·
10: Danique Boonkamp ·
11: Jill Kooij ·
12: Sabine Vollebregt · 13: Susan de Bakker · 14: Jill Meijer · 15: Delaila Amega · 17: Romy Zengerink · 18: Hanne van Rossum · Coach: Alex Vaassen
1: Rinka Duijndam ·
2: Mandy Hoogenboom ·
3: Charlotte van Hesse ·
5: Tamara Haggerty ·
6: Anouk Nieuwenweg ·
7: Fenne Rijks ·
8: Annika Noordink ·
9: Anouk Zwinkels ·
10: Dionne Visser ·
14: Jill Meijer ·
15: Delaila Amega · 16: Roos van Leeuwen · 17: Romy Zengerink · 18: Hanne van Rossum · 19: Tess van Buren · 20: Danique Boonkamp · Coach: Erik van der Wel
1: Rinka Duijndam ·
2: Mandy Hoogenboom ·
5: Tamara Haggerty ·
6: Anouk Nieuwenweg ·
7: Fenne Rijks ·
8: Annika Noordink ·
9: Anouk Zwinkels ·
10: Dionne Visser ·
14: Jill Meijer ·
15: Delaila Amega ·
16: Roos van Leeuwen · 17: Romy Zengerink · 18: Hanne van Rossum · 19: Tess van Buren · 20: Danique Boonkamp · Coach: Erik van der Wel
1: Kristy Zimmerman ·
2: Janneke Vandewal ·
4: Inger Smits ·
5: Celine Michielsen ·
6: Kelly Vollebregt ·
7: Ana Pavkovic ·
8: Charlaine Logtenberg ·
9: Loes Vandewal ·
10: Melissa Wilmsen ·
11: Jamy de Ruijter ·
12: Anouk Nieuwenweg · 14: Kelly Dulfer · 15: Priscilla ter Elst · 16: Roos Lockhorst · 18: Esmee Dekker · 20: Maxime Struijs · Coach: Monique Tijsterman
1: Kristy Zimmerman ·
2: Janneke Vandewall ·
4: Inger Smits ·
5: Celine Michielsen ·
6: Kelly Vollebregt ·
7: Ana Pavkovic ·
8: Charlaine Logtenberg ·
9: Loes Vandewal ·
10: Melissa Wilmsen ·
12: Anouk Nieuwenweg ·
13: Ramos Ramiella · 14: Kelly Dulfer · 15: Danniek Berends · 16: Roos Lockhorst · 18: Esmee Dekker · 20: Maxime Struijs · Coach: Carolien Brandreit
2: Janneke Vandewall ·
3: Ilse Spiekman ·
4: Jamy de Ruijter ·
5: Melisa Osmanagic ·
6: Kelly Vollebregt ·
7: Ana Pavkovic ·
8: Charlaine Logtenberg ·
12: Angelique van Duijvenbode ·
13: Danniek Berends ·
14: Kelly Dulfer ·
16: Roos Lockhorst · 17: Angela Steenbakkers · 18: Esmee Dekker · 20: Maxime Struijs · Coach: Carolien Brandreit
1: Debbie van Holsteijn ·
2: Larissa van Dorst ·
3: Tess Wester ·
4: Anouk van de Wiel ·
5: Lois Abbingh ·
7: Lotte Prak ·
8: Sabrine van der Mast ·
9: Tamara van der Pijl ·
10: Monika Kornet ·
11: Angela Malestein ·
13: Myrthe Schoenaker · 14: Lisanne Zwinkels · 15: Lynn Knippenborg · 16: Sharelle Maarse · 17: Estavana Polman · 19: Riekie Singer · Coach: Carolien Brandriet
2: Larissa van Dorst ·
3: Tess Wester ·
4: Anouk van de Wiel ·
5: Lois Abbingh ·
8: Sabrina van der Mast ·
9: Tamara van der Pijl ·
10: Monika Kornet ·
11: Angela Malestein ·
12: Sanne Hoekstra ·
13: Myrthe Schoenaker ·
14: Lisanne Zwinkels · 15: Lynn Knippenborg · 17: Estavana Polman · 16: Sharelle Maarse · 19: Riekie Singer · Coach: Carolien Brandriet
1: Loren voor 't Hekke ·
2: Larissa van Dorst ·
3: Anouk van de Wiel ·
5: Lois Abbingh ·
7: Daisy Hage ·
8: Sabrina van der Mast ·
9: Tamara van der Pijl ·
10: Monika Kornet ·
11: Angela Malestein ·
12: Sanne Hoekstra ·
13: Myrthe Schoenaker · 14: Lisanne Zwinkels · 15: Lynn Knippenborg · 17: Estavana Polman · Coach: Carolien Brandreit
1: Angela Malestein ·
2: Anouk van de Wiel ·
3: Daisy Hage ·
4: Debbie van Holsteijn ·
5: Lois Abbingh ·
6: Lynn Knippenborg ·
7: Monika Kornet ·
8: Myrthe Schoenaker ·
9: Sabrina van der Mast ·
10: Sanne Hoekstra ·
10: Sharelle Maarse · 12: Tamara van der Pijl · 13: Tess Wester · 14: Zoë van Marrewijk · Coach: Carolien Brandreit
1: Loren voor 't Hekke ·
2: Rosa Terlouw ·
3: Marlin Wissink ·
4: Estavana Polman ·
5: Martine Smeets ·
6: Rachel Piekhaar ·
7: Jessy Kramer ·
8: Cindy Schipper ·
10: Rachel de Haze ·
11: Laura van der Heijden ·
12: Charris Rozemalen · 14: Danick Snelder · 16: Inske Kuik · 17: Esther Schop · 18: Tara Grashof · 19: Debbie Bont · Coach: Monique Tijsterman
2: Rosa Terlouw ·
3: Marlin Wissink ·
5: Martine Smeets ·
6: Rachel Piekhaar ·
7: Jessy Kramer ·
10: Rachel de Haze ·
11: Laura van der Heijden ·
12: Charris Rozemalen ·
13: Yvette Broch ·
15: Lisette Moelker ·
16: Inske Kuik · 17: Esther Schop · 18: Tara Grashof · 19: Debbie Bont · Coach: Monique Tijsterman
2: Rosa Terlouw ·
3: Marlin Wissink ·
5: Martine Smeets ·
6: Rachel Piekhaar ·
7: Jessy Kramer ·
10: Rachel de Haze ·
12: Charris Rozemalen ·
13: Yvette Broch ·
15: Lisette Moelker ·
16: Inske Kuik ·
18: Tara Grashof · Coach: Monique Tijsterman
1: Mandy Burrekers ·
3: Denise Vogel ·
4: Sharina van Dort ·
5: Yvette Broch ·
6: Nadine Folkertsma ·
7: Laura van der Heijden ·
9: Sanne van Olphen ·
10: Marcella Deen ·
11: Teuntje Schaefers ·
12: Jamie van Vliet ·
13: Maike Bouwer · 14: Nycke Groot · 16: Roxanne Bovenberg · 17: Muriël Messchaert · 18: Dorien van Wissen · Coach: Monique Tijsterman
: Jasmina Janković ·
: Elke Knooren ·
: Tessa Vijverberg ·
: Kim Abdoelhafiezkhan ·
: Rianne Booijink ·
: Waleria Galouza ·
: Michelle van Gilst ·
: Willemijn Karsten ·
: Channa Matteman ·
: Lindy Mocking ·
: Miranda Robben · : Lindsey Schrekker · : Nikki Schreurs · : Maura Visser · : Roxanne Wiegerinck · Coach: Monique Tijsterman
: Brenda van der Moolen ·
: Saskia Lambers ·
: Birgit van Os ·
: Ellen Hageman ·
: Pearl van der Wissel ·
: Joyce Hilster ·
: Judith Demeijer ·
: Stacy van Rijn ·
:  ·
:  ·
:  ·

### Belangrijke speelsters
All-Star Team speelsters
- Celine Michielsen (cirkelloper), Europees kampioenschap onder 17 2011
- Nikita van der Vliet (cirkelloper), Wereldkampioenschap onder 18 2018

Topscorer
- Celine Michielsen (cirkelloper), Europees kampioenschap onder 17 2011 (55 goals)
- Zoë Sprengers (cirkelloper), Europees kampioenschap onder 17 2017 (53 goals)
- Nikita van der Vliet (cirkelloper), Wereldkampioenschap onder 18 2018 (64 goals)